# Benafer
Benafer és un municipi del País Valencià situat a la comarca de l'Alt Palància.

## Geografia
Benafer es troba a la vora del curs alt del Palància, entre el riu i la serra d'Espina. Posseïx un terme municipal amb un perímetre molt irregular.

### Localitats limítrofes
Limita amb els termes de Caudiel, Xèrica, Pina i Viver.

## Història
Els primers indicis de poblament corresponen als jaciments ibers de Sant Roc i El Castillejo. Com el seu topònim indica, el poble és de fundació àrab i després de la conquesta mantingué la població musulmana fins que en 1368 esta fon expulsada arran de la rebel·lió durant la guerra de Castella. Aquell any Benafer va rebre carta pobla, que fon completada i ratificada pel bisbe de Sogorb, Ènnec de Vallterra, l'any 1379 quan, a títol particular, comprà el lloc. Històricament, el municipi es trobava inclòs en la baronia i posterior comtat de Xèrica. En el segle XV va pertànyer a la família Eixarchs, en 1611 a la família Cucaló, i a mitjan segle xviii era son senyor Joaquim Castellví.

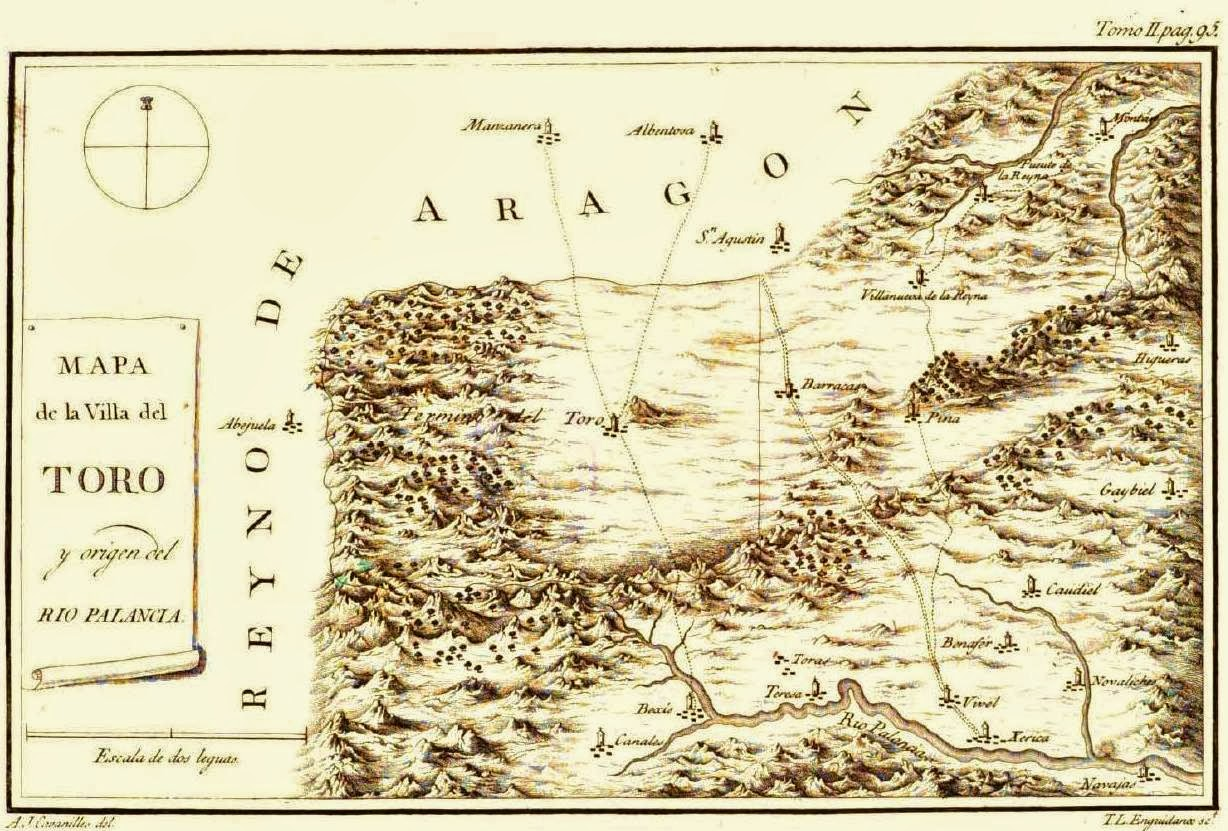
Mapa de l'Alt Palància en les Observacions de Cavanilles

Sobre l'accés i comunicació del poble, segons Cavanilles estava a tres quarts d'hora de Viver. El botànic també afirmava en la seua obra que el sector primari es donava lloc a 760 cafissos de blat, 284 de dacsa, 50 entre ordi i fesols, 60 càntirs de vi i 60 lliures de seda; també que al poble habitaven 100 veïns i que hi havia pedreres de marbre negrós.
Madoz, en canvi, ne dona molta més informació: sobre el clima, que era ordinàriament temperat; sobre edificis, que hi havia un molí fariner i un altre d'oli; una casa municipal amb presó, cementeri, carnisseria; una escola amb l'alumnat segregat per sexes; sobre l'església ens relata que hi havia una parròquia que estava sota l'advocació de Sant Salvador, servida per capellà, la vacant del qual es proveïa per oposició a concurs general. Així mateix, Madoz deia en la seua obra que l'agricultura estava dedicada a oliveres, figueres, vinyes, arbres fruiters, moreres, preciosos hortets de flors, hortalisses i llegums. Dins de les activitats econòmiques destaca que hi havia vi en abundància, blat, ordi, panís, oli, fruites i seda. També informa que Benafer estava constituït per 120 cases d'11 a 15 vares d'altura, i va ser fundat l'any 1679 per Énnec de Vallterra, bisbe de Sogorb. Altres dades d'interés que explica Madoz és que hi havien tres fonts: la Font del Salt, la Font del Xocolate i la Font de Juan de Agueda. La impressió que transmet Madoz sobre la localitat és positiva, degut al clima temperat i a la seu pau i harmonia.
Després de la guerra civil (1936-1939) Benafer hagué de ser reconstruït, modificant l'aspecte de la plaça de l'Ajuntament i de l'església.
Actualment queden restes de trinxeres de la guerra civil envoltant la població per diversos punts (muntanya de Sant Roc, Els Novales, encreuament amb la carretera de Caudiel a Xèrica).

## Demografia
| 1900 | 1910 | 1920 | 1930 | 1940 | 1950 | 1960 | 1970 | 1981 | 1991 | 2000 | 2002 | 2004 | 2006 | 2008 | 2010 |
| ---- | ---- | ---- | ---- | ---- | ---- | ---- | ---- | ---- | ---- | ---- | ---- | ---- | ---- | ---- | ---- |
| 442  | 433  | 373  | 337  | 290  | 297  | 259  | 172  | 130  | 106  | 151  | 142  | 145  | 167  | 179  | 179  |

## Economia
Basada fonamentalment en l'agricultura de secà i en la ramaderia. Predomina el cultiu d'ametlers, oliveres i cireres. A més, compta amb dues empreses de construcció, tenda dos bars dins de la població i altre a les dependencies de la picina i farmacia.

## Alcaldia
| Període                       | Alcalde o alcaldessa    | Partit polític | Data de possessió | Observacions |
| ----------------------------- | ----------------------- | -------------- | ----------------- | ------------ |
| 1979–1983                     | Joaquín Torres Estal    | UCD            | 19/04/1979        | --           |
| 1983–1987                     | Joaquín Torres Estal    | AP-PDP-UL-UV   | 28/05/1983        | --           |
| 1987–1991                     | Rafael Bolós Navarro    | PSPV-PSOE      | 30/06/1987        | --           |
| 1991–1995                     | Ramón Estal Aliaga      | PP             | 15/06/1991        | --           |
| 1995–1999                     | Jose Ibañez Sanjuan     | PP             | 17/06/1995        | --           |
| 1999–2003                     | Jose Ibañez Sanjuan     | PP             | 03/07/1999        | --           |
| 2003–2007                     | Peregrín Marco Martínez | GIB            | 14/06/2003        | --           |
| 2007–2011                     | Rafael Bolós Navarro    | PSPV-PSOE      | 16/06/2007        | --           |
| 2011–2015                     | Rafael Bolós Navarro    | PSPV-PSOE      | 11/06/2011        | --           |
| 2015–2019                     | Rafael Bolós Navarro    | PSPV-PSOE      | 13/06/2015        | --           |
| 2019-2023                     | Juan Ramón Ruiz Renart  | AB             | 15/06/2019        | --           |
| Des de 2023                   | Sara Navarro            | PSPV-PSOE      | 17/06/2023        | --           |
| Fonts: Generalitat Valenciana |                         |                |                   |              |

## Patrimoni

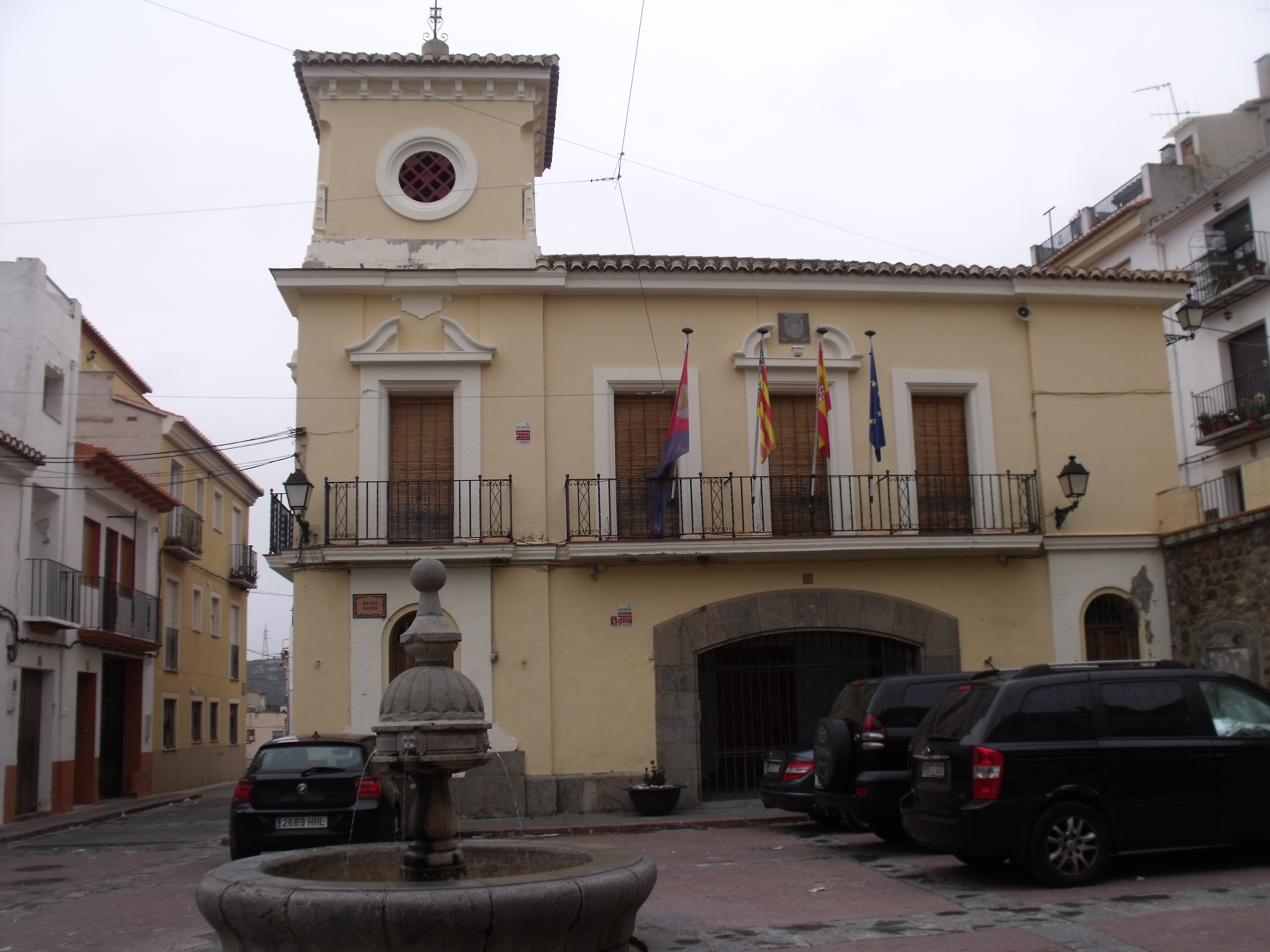
Façana de l'ajuntament i font de la plaça

### Patrimoni religiós
- Església de la Transfiguració del Senyor. Del segle xvii. Amb talla xorigueresca, consta d'una nau central, cor superior i altars pobres.
- Ermita de Sant Roc. Està situada en l'alt de Sant Roc, des del qual s'albira tota la població.

### Patrimoni civil
- Plaça de l'Ajuntament. Exemple de la reconstrucció realitzada per Regions Devastades després de la guerra civil.

### Patrimoni natural
- Font de Juan de Águeda. També anomenada Fandagueda. Està situada a uns 100 metres de la font del Nogal.
- Font del Nogal. Situada a la zona de les anoueres.
- Fuensanta i Fuensantilla. Brollador que proveïx d'aigua la població. Se troba a la partida de Fuensanta, a uns 4 quilòmetres del poble.
- Cova Cerdaña. Es tracta d'una cova amb dues boques que donen a una gran sala; s'hi van trobar diversos materials i algun fragment de vernís negre àtic datable a finals del segle iv. Se subratlla el seu caràcter de cova-santuari, lligada al culte a la naturalesa, a l'aigua i a l'interior de la terra, tot això lligat a la fecunditat.

## Festes i celebracions
- Festes patronals. El 6 d'agost en honor de Sant Salvador.
- Sant Antoni. El cap de setmana més pròxim al 17 de gener.
- Sant Roc. El 16 d'agost.
- Verge d'Agost. El 15 d'agost.

## Gastronomia
Cal destacar el plat típic de la població l'"Olla de Labrador" i el "Testamento".